# Eric Ramírez (argentyński piłkarz)
Eric Iván Jesús Ramírez (ur. 21 września 1996 w Concordia) – argentyński piłkarz, grający na pozycji środkowego napastnika lub prawoskrzydłowego w argentyńskim klubie Gimnasia y Esgrima La Plata. Wychowanek CA River Plate, Club Salto Grande i Gimnasia y Esgrima La Plata. W swojej karierze grał także w Quilmes AC.

## Życie prywatne
Jego młodszy brat – Agustín (ur. 2000) również jest piłkarzem. 